# Gross Litzner
Gross Litzner (tyska: Gross Litzner Spitze, Großlitzner, Großer Litzner) är ett berg i Schweiz, på gränsen till Österrike.   Det ligger i regionen Prättigau/Davos och kantonen Graubünden, i den östra delen av landet, 200 km öster om huvudstaden Bern. Toppen på Gross Litzner är 3 109 meter över havet, eller 538 meter över den omgivande terrängen. Bredden vid basen är 7,0 km.
Terrängen runt Gross Litzner är kuperad åt nordost, men åt sydväst är den bergig. Närmaste större samhälle är Klosters Serneus, 15,2 km väster om Gross Litzner. 
Trakten runt Gross Litzner består i huvudsak av gräsmarker. Runt Gross Litzner är det ganska glesbefolkat, med 25 invånare per kvadratkilometer.